# 代爾夫宰爾車站
代爾夫宰爾車站（荷蘭語：Station Delfzijl）是荷蘭格羅寧根省港口城市代爾夫宰爾的一座鐵路車站。由愛瑞發營運。

## 歷史
車站大樓於1883年竣工，並於1884年6月15日開始營運。